# لورنا مارشال
لورنا مارشال (بالإنجليزية: Lorna Marshall)‏ هي عالمة الإنسان أمريكية، ولدت في 14 سبتمبر 1898 في مورنسي في الولايات المتحدة، وتوفيت في 8 يوليو 2002 في بيتربورو في الولايات المتحدة.